# Baruch Bendit Goitein
Baruch Bendit Goitein (auch: Baruch Benedikt G., * um 1770 in Kojetín, Mähren; † 16. November 1839 in Hőgyész, Ungarn) war ein Rabbiner, genannt Kessef Nivchar nach seinem 1827–28 erschienenen Hauptwerk, einer dreibändigen, methodologischen Erörterung von 160 talmudischen Fragen. Baruch Goitein ist der Stammvater der weitverzweigten Familie Goitein, aus der viele Rabbiner und Wissenschaftler hervorgingen.

## Leben
Baruch Goitein (hebräisch ברוך בנדיט גויטין), dessen Nachname sich von seinem mährischen Geburtsort Kojetín herleitet, wuchs deutschsprachig in einer Familie auf, die in Ungarn dem deutschen Kulturkreis angehörte. Er studierte in der Jeschiwa von Moses Mintz (1750–1831), dem Budapester Oberrabbiner.
Wann Baruch Goitein zum Rabbiner in Hőgyesz ernannt wurde, ist nicht überliefert. Er wohnte dort in einem einstöckigen, bescheidenen Wohnhaus, das direkt auf dem Hof der Shul, der Synagoge, stand.  Rabbiner Goitein war als halachische Autorität für große Teile des Tolnaer Komitats im südlichen Zentralungarn zuständig.
Im Rabbineramt folgte ihm sein Sohn Zvi Hirsch Hermann Goitein (1805–1860), Autor von Yedei Moshe (1905), einer Auslegung der Mitzvot. Dieser hatte vier Söhne und drei Töchter.
Der zweitälteste Sohn von Reb Hirsch Hermann, Elijahu Menachem Goitein (1837–1902) wurde Nachfolger des Vaters als Rabbiner in Hőgyész und veröffentlichte Rab Berachot.
Dessen Sohn Eduard Ezechiel Goitein (1864–1914) wurde Distriktsrabbiner in Burgkunstadt, er verfasste Das Vergeltungsprinzip im biblischen und talmudischen Strafrecht. (Einer von dessen Söhnen wiederum war der Orientalist Shlomo Dov (Fritz) Goitein (1900–1985).)
Eduards Bruder Hirsch Goitein (1863–1903) wurde Rabbiner in Kopenhagen und trat als Autor von Der Optimismus und Pessimismus in der jüdischen Religionsphilosophie. Eine Studie über die Behandlung der Theodicee in derselben bis auf Maimonides in Erscheinung.
Der jüngste Bruder schließlich, Joseph Solomon (Shlomo) Goitein (geb. 1880), folgte seinem Vater Elijahu Menachem in der vierten und letzten Generation als Rabbiner von Hőgyész. Im Sommer 1944 wurde er nach Auschwitz deportiert und dort ermordet.
Der jüngste Sohn von Hirsch Hermann Goitein und damit ein Enkel des Baruch Bendit Goitein war Gabor Gedalja Goitein, Rabbiner der Israelitischen Religionsgesellschaft in Karlsruhe, Vater von Rahel Straus und Großvater von Ernst Gabor Straus.

## Werk (Auswahl)
- Sefer Kesef Nivchar: kolel me'ah ṿe-shishim kelalim ha-nimtsa'im ba-Talmud uve-divre gedole rishonim ṿe-acharonim […]. M.I. Landau, Prag 1827–1828, 3 Bände.